# Historia de los judíos en Argentina
La historia de los judíos en Argentina es bastante extensa, ya que es anterior a la propia República. La permanencia de los judíos en Buenos Aires se remonta al año 1619 cuando llegaron a Buenos Aires ocho navíos con inmigrantes criptojudíos de Lisboa y Lima y luego con las sucesivas olas migratorias. Los judíos han vivido durante siglos en el país, sin embargo, no se tienen registros de grandes poblaciones judías hasta los siglos XIX y XX. Algunos de los judíos que huían de la Inquisición española y portuguesa se establecieron en lo que hoy es territorio argentino, pero se asimilaron en la sociedad rioplatense.
La población judía en la Argentina es la más grande de América Latina, la tercera en el continente y la quinta más grande del mundo fuera de Israel. Inmigrantes y argentinos de origen askenazí y sefardí han dejado huella en numerosos aspectos del ámbito cultural argentino, inclusive en la gastronomía.
Distintas estimaciones desde 2006, realizadas por instituciones como el Comité Judío Americano de Distribución Conjunta y la Universidad Hebrea de Jerusalén (última, publicada en 2018), han arrojado en las últimas dos décadas cifras en torno a los 180 000 judíos que viven en Argentina. A su vez, el número de judeoargentinos que viven en Israel, según estimaciones de 2023, se sitúa en torno a los 100 000.

## Razones de la inmigración judía

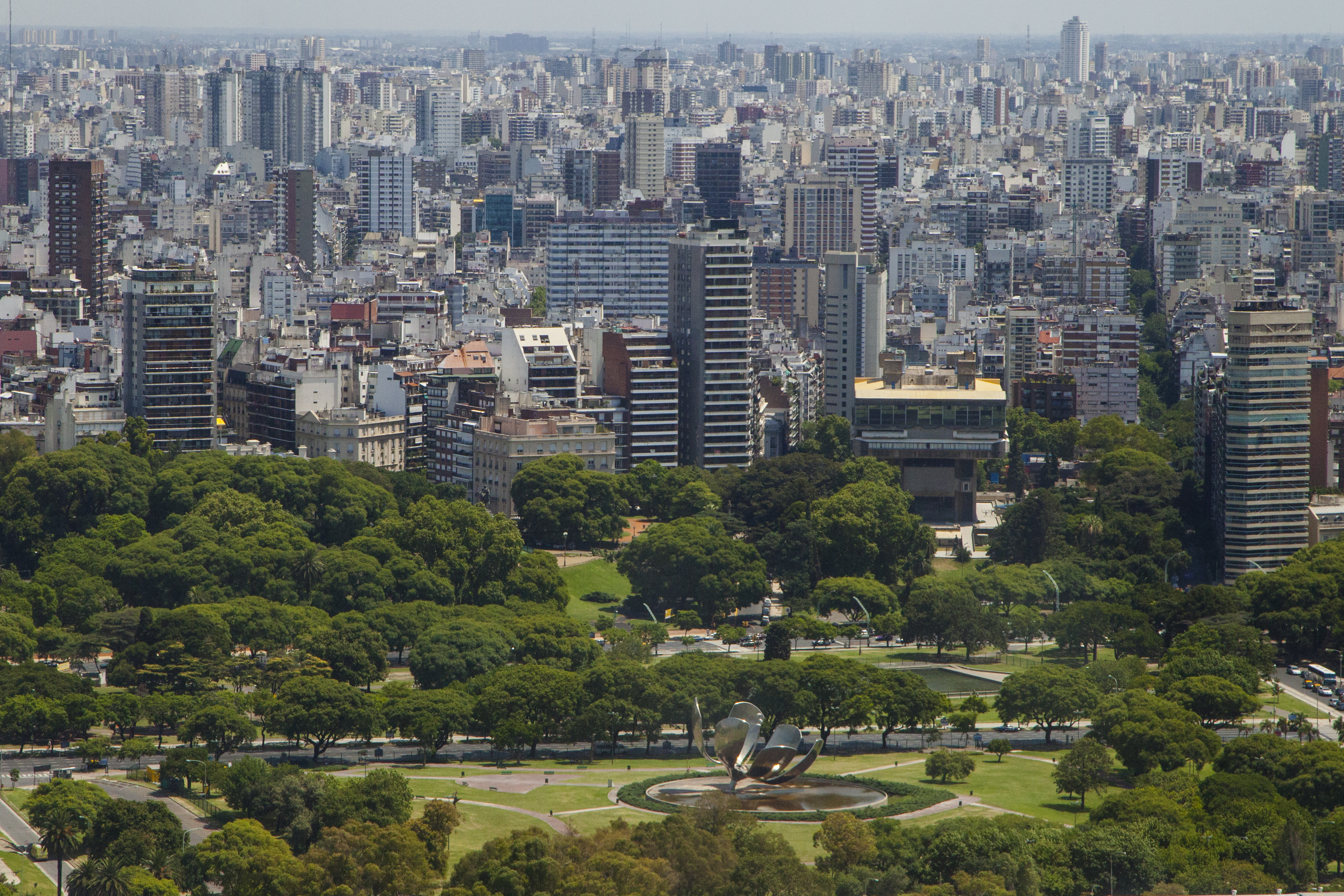
Buenos Aires es la ciudad con mayor población de origen judío en el país.

Dependiendo de las épocas, las razones siempre fueron las mismas: expulsiones, persecuciones, pogromos, antisemitismo. Desde la Inquisición hasta el Holocausto la comunidad judía ha encontrado en las tierras argentinas un hogar donde poder asentarse y progresar.
A partir del siglo XVI llegaban provenientes de España, Portugal y el Norte de África. Posteriormente, en los siglos XIX y XX la región de origen fue principalmente la Europa Occidental, sobre todo Alemania, y Europa Oriental, ante todo Rusia y Rumania. Las causas de la emigración se debieron notablemente a las políticas opresivas (del zarismo del Imperio ruso) o situaciones de crisis que ponían en riesgo la base económica de las familias judías. La discriminación (antisemitismo) que recibieron los judíos en Europa durante el período de entreguerras (Primera Guerra Mundial y Segunda Guerra Mundial), especialmente por el nazismo, fue el motor para que embarcaran hacia los Estados Unidos y América del Sur.

### Siglo XVII
El poeta y ensayista Luis Franco asevera que solo en abril de 1619 llegaron a Buenos Aires ocho navíos con una gran cantidad de pasajeros de origen judío provenientes de Lisboa y Lima. Gran parte de estos inmigrantes se dedicaron al comercio y a diversas actividades productivas, como la platería, la carpintería ribereña y a la actividad agropecuaria, primero como chacareros, luego como estancieros y propietarios de esclavos. Estos inmigrantes se integraron a la sociedad de Buenos Aires casándose con las hijas y nietas de los primeros vecinos, dando origen al patriciado de Argentina.

Si se analizan los apellidos porteños y principales de los tiempos de entonces, se verá, en efecto, que todos, o casi todos, procedían de cepa hebreo-portuguesa, más o menos modificada por el injerto de sangre aragonesa, navarra o vascongada (Arana, Argañaraz, García, Zabala, Irala, Torres, Pereda, Insiarte, Gaete, Garrigós, Ezcurra, Beláustegui, Otolora, Pereyra, Ramos, Sáenz Valiente, Acevedo, Cueto, Piñeiro, Vidal, Fragueiro, Pinto, Pacheco, Rocha, etc.).
Luis Franco: El otro Rosas.

### Siglo XIX
Durante la época colonial estuvo prohibida la permanencia de personas de fe judía. Además aquellos católicos sospechosos de ser judaizantes eran perseguidos por la Inquisición, como se detalla en la historia del médico Francisco Maldonado da Silva, quemado vivo por dicho tribunal en Lima.
A pesar de eso muchos de los comerciantes portugueses en el Virreinato del Río de la Plata eran judíos sefaradíes, pero como comunidad organizada no surgió sino hasta después de que la Argentina se independizara de España. Alrededor del año 1810, judíos de Francia y otras partes de la Europa occidental comenzaron a instalarse en territorio argentino. En las Provincias Unidas del Río de la Plata, la Asamblea General Constituyente realizada el día 24 de marzo de 1813 declaró la extinción de la Inquisición. Ello no significó que los judíos podían vivir libremente en lo que sería la actual Argentina. Pasaron muchos años para que empezaran a llegar judíos y se asentaran libremente.
En 1846 una corriente de judíos llegó al país desde Alemania, cuyo número se desconoce. Antes de 1855, los judíos emigraron de la Europa Occidental y se asentaron en Buenos Aires. En el año 1853 comenzó la existencia del judaísmo argentino como comunidad. Esta inmigración continuó hasta mediados del siglo XIX.
A mediados del siglo XIX los judíos que vivían en la Argentina no superaban los 100. En 1862, ante la proximidad de Pésaj, ese reducido grupo pensó en reunirse en una entidad comunitaria. Diez hombres se reunieron para orar y así nació la Congregación Israelita de Buenos Aires, más adelante llamada Congregación Israelita de la República Argentina. Su primer presidente fue Segismundo Aguerbag. 

### Asentamientos agrícolas
En 1876 el gobierno argentino autorizó el ejercicio del Ministerio del Rabinato Judío, promoviendo el impulso de la inmigración judía desde el Imperio ruso. A finales del siglo XIX, los inmigrantes asquenazíes que huían de la pobreza, persecuciones y pogromos en Rusia y Europa del Este se asentaron en Argentina atraídos por su política de inmigración de puertas abiertas. Estos judíos se hicieron conocidos popularmente como "rusos".
En una situación económica desesperada, apelaron al filántropo judío alemán Barón Maurice de Hirsch, quien fundó la Jewish Colonization Association. En su apogeo, la asociación poseía más de 600.000 hectáreas de tierra. Después de la muerte del hijo y heredero de Hirsch, este se dedicó a la filantropía y a aliviar el sufrimiento de los judíos en Europa del Este. Desarrolló un plan para traer judíos a Argentina como colonos agrícolas autónomos. Esto encajó con la campaña de Argentina para atraer inmigrantes. La constitución de 1853 garantizaba la libertad religiosa y el país tenía vastas reservas de tierras despobladas.
Bajo el presidente Domingo F. Sarmiento se impulsó una política de inmigración masiva; proporcionando alivio a los refugiados que huían de los violentos pogromos en el Imperio Ruso en 1881.
En 1889, un grupo de 120 familias (828 personas) de judíos oriundos de Podolia, llegó a la Argentina en el vapor SS Weser, hito que se ubica como el inicio de la inmigración judía organizada al país. Compraron tierras y establecieron una colonia llamada Moises Ville en la Provincia de Santa Fe. Otras 50 familias llegaron de Alemania en el Bremer fundando la desaparecida Colonia de Aronsville. Respetaban estrictamente la religión, así como la vestimenta y el uso de barba.
Entre los años 1885 y 1889, un total de 2385 judíos llegaron al país por causa de la intensificación de las amenazas de expulsión de los judíos de las zonas rusas, y de los cuales se sabe que 2260 permanecieron en el país.
Pero en 1889 se produjo un giro decisivo para la inmigración, ya que hubo cambios en el gobierno y en la política de inmigración y colonización. Un año más tarde, en 1890, la Argentina lanzó su plan de inmigración, el cual consistió en pagar los pasajes, lo que trajo como consecuencia que desde 1891 hasta 1896 llegaran al país unos 20.121 judíos provenientes de Rusia y Rumania, instalándose en su gran mayoría en Buenos Aires, Entre Ríos y Santa Fe. 
En 1891, el vapor Pampa rentado por el Barón Hirsch trajo 817 inmigrantes judíos desde Ucrania, Polonia, Lituania y Besarabia. Esta inmigración dio origen a las colonias de Carlos Casares y otras en la provincia de Entre Ríos.
Se establecieron asentamientos agrícolas judíos en las provincias de Buenos Aires (Colonia Lapin, Rivera), Entre Ríos (San Gregorio, Villa Domínguez, Carmel, Ingeniero Sajaroff, Villa Clara y Villaguay) y Santa Fe (Moisés Ville). El censo nacional de 1895 registró que, de las 6.085 personas que se identificaron como judías, 3.880 (alrededor del 64%) vivían en Entre Ríos.
Si bien muchos de esos inmigrantes se establecieron en las principales ciudades, muchos otros adquirieron tierras a través de la Jewish Colonization Association para establecer pequeñas colonias agrícolas (comunas) en el interior del país, especialmente en las provincias Santa Fe y Entre Ríos.
En cada colonia la explotación agrícola se adaptó a las condiciones especiales de la zona donde se encontraba. La explotación era mixta, basada sobre la agricultura, la cría de ganado con sus derivados, apicultura, horticultura, etc. Los habitantes de estas colonias rurales judías son conocidos culturalmente bajo el nombre de los «gauchos judíos» a raíz de un libro con ese título de Alberto Gerchunoff.
En 1898 nacen las primeras publicaciones periódicas en idish en Buenos Aires: Der Idisher Fonograf (El Fonógrafo Hebraico), dirigido por Fabián S. Halevy; Víder Col (El Eco); y Di Folks Shtime (La Voz del Pueblo). Entre 1906 y 1912, unos 13.000 judíos emigraron a Argentina cada año, la mayoría de Europa, pero también de Marruecos y del Imperio Otomano. 
Para 1920 más de 150.000 judíos vivían en Argentina. A pesar del antisemitismo y la creciente xenofobia, los judíos se involucraron en la mayoría de los sectores de la sociedad argentina. Muchos se asentaron en ciudades, especialmente Buenos Aires. Como se les prohibió ocupar puestos en el gobierno o el ejército, muchos se convirtieron en agricultores, vendedores ambulantes, artesanos y comerciantes. Desde 1894 existen en Buenos Aires mueblerías de propiedad judía y aparecieron las primeras roperías judías.
Los inmigrantes judíos al llegar a la Argentina, trabajaron como agrónomos y viñateros en Mendoza, y como ingenieros en Tierra del Fuego, durante los años 1883 a 1886. Otros desempeñaron cargos obreros, estancieros e industriales.
En Entre Ríos fueron establecidas las siguientes colonias judías:
- El Departamento Colón: la Colonia San Antonio de 22 386 hectáreas, siendo su centro urbano el Pueblo Cazes (1892); en 1893 la Colonia Palmar-Yatay con centro urbano en torno a la estación Ubajay, de 11 368 hectáreas.

- Entre los departamentos Uruguay y Gualeguaychú: Colonia Lucienville, de 40 630 hectáreas, con centro urbano en Basavilbaso (1894).

- En el Departamento Villaguay: Colonia López y Berro 10 640 hectáreas (1907); la Colonia Clara (en 1892), de 80 625 hectáreas, con centros urbanos en La Capilla (hoy Ingeniero Sajaroff), Villa Domínguez y Clara.

- En el Departamento Concordia: Colonia Santa Isabel de 12 970 hectáreas (1908).

- En el Departamento Paraná: la Colonia Luis Oungre de 9239 hectáreas (1924). Esta colonia y la Colonia Leonardo Cohen, de 13 835 hectáreas en La Paz y Villaguay (1931) rodeaban la Villa Alcaraz.

- Con judíos escapados de la Alemania nazi fue creada en el Departamento La Paz la Colonia Avigdor, de 17 175 hectáreas (1936).

- En el actual Departamento San Salvador fueron creadas en 1908 las colonias Curbelo y Walter Moss, de 12 826 hectáreas.[14]

El 27 de septiembre de 1897 se colocó la piedra fundamental de la actual Sinagoga de la Congregación Israelita Argentina, en Libertad 785, frente a la Plaza Lavalle, ceremonia a la que asistió el Intendente Municipal, Francisco Alcobendas.

### Siglo XX

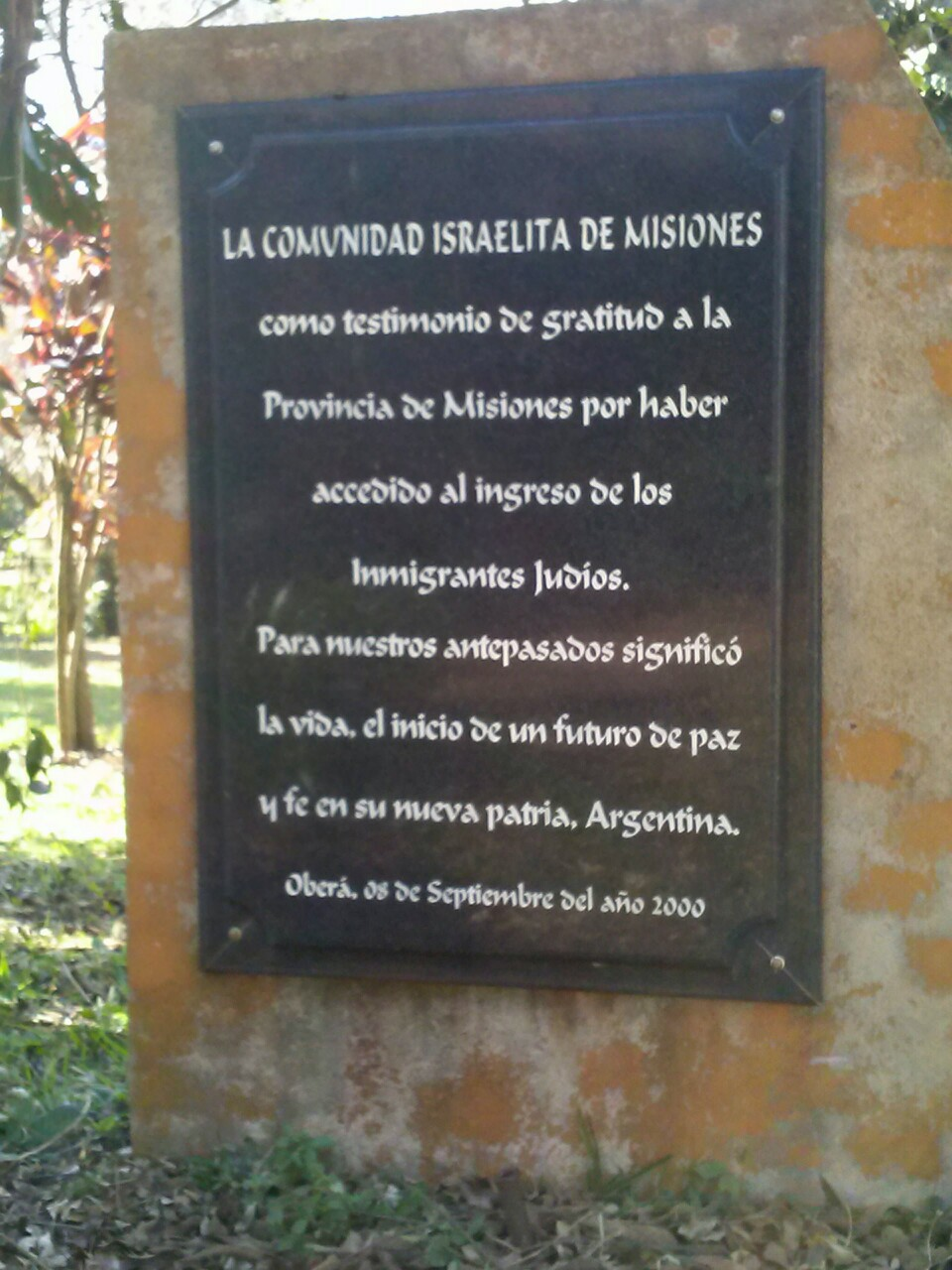
Placa conmemorativa en Oberá por la inmigración judía en Misiones, en agradecimiento a la provincia por abrir sus puertas a la comunidad hebrea.

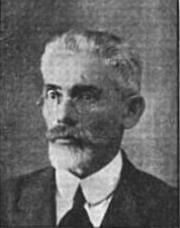
Jacobo Joselevich, líder comunitario de comienzos del siglo XX. Fue presidente de la Federación Sionista Argentina.

Entre los años 1906 y 1912, la inmigración judía aumentó a un ritmo de alrededor de 13 000 inmigrantes por año, siendo la mayoría de la Europa Oriental, también de Marruecos y el Imperio otomano. Los inmigrantes judíos en la Argentina rápidamente se adaptaron y llegaron a desempeñar un papel importante en la sociedad argentina.
En 1919, durante la presidencia de Hipólito Yrigoyen de la Unión Cívica Radical fuerzas policiales, militares y grupos civiles "patrióticos" de clase alta, realizaron en el barrio de Once de Buenos Aires el único pogrom del que haya registro en el continente americano. Más de 100 judíos fueron asesinados y cientos heridos o violadas, así como bienes y libros quemados, al grito de "mueran los judíos".
En 1920, aproximadamente 150 000 judíos vivían en la Argentina. A partir de 1928, oleadas de inmigrantes judíos llegaron desde la Alemania nazi y el resto de la Europa ocupada, especialmente después de que Adolf Hitler llegara al poder en 1933. Entre los inmigrantes judíos alemanes ingresados después de 1928, hubo miles que escapaban de las políticas antisemitas implementadas durante ese régimen.
Pese a ciertas restricciones, Argentina fue el país latinoamericano que incorporó más refugiados judíos entre 1933 y 1948. Desde 1928 el país recibió alrededor de 45 000 judíos europeos, de los cuales probablemente la mitad ingresó de manera ilegal. En los tres años posteriores a la Segunda Guerra, cerrando la corriente inmigratoria judía, llegaron a la Argentina cerca de 8.000 sobrevivientes de la Shoa.
Durante los años treinta y cuarenta, en la Argentina el sector manufacturero creció en número pero manteniendo su anterior composición de unas pocas grandes fábricas y muchas pequeñas empresas. Fabricar era una ocupación para extranjeros: en 1939 la mitad de los propietarios y trabajadores de pequeñas plantas de fabricación eran inmigrantes, muchos de ellos refugiados judíos recién llegados de la Europa Central.

#### Conformación del Estado de Israel
Artículo principal: Antigua embajada de Israel en Argentina.

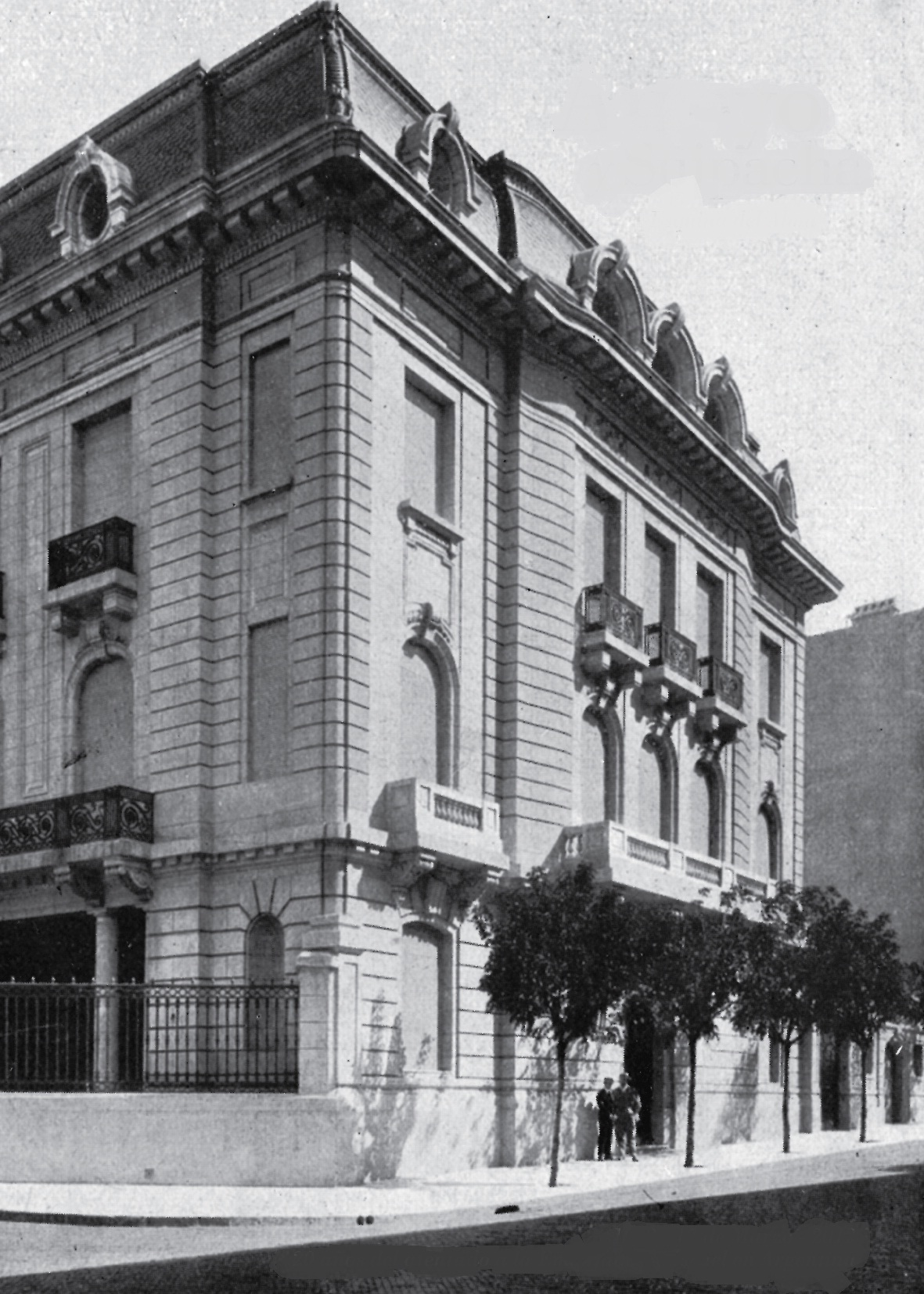
La primera embajada de Israel en Argentina.

A comienzos de los años cincuenta la inmigración judía comenzó a disminuir, y al mismo tiempo el país estableció relaciones con el Estado de Israel. La Argentina fue el tercer país en reconocer el Estado de Israel, el 14 de febrero de 1949, y estableció de inmediato relaciones diplomáticas durante el gobierno de Juan Domingo Perón. El gobierno peronista fue el primero de Latinoamérica en establecer un acuerdo comercial bilateral con Israel. En paralelo a la acción estatal, la Fundación estatal Eva Perón envió ropas y medicamentos –que llegaban por barco al puerto de Haifa– para aliviar los padecimientos de los miles de migrantes judíos que llegaban al recién creado Israel. Cuando en abril de 1951 la ministra israelí Golda Meir visitó la Argentina, agradeció personalmente las donaciones. La posición del peronismo fue favorable participando la primera dama en la inauguración de la flamante sede de la Organización Israelita Argentina (OIA), en agosto de 1949.
Desde 1950 hasta el 17 de marzo de 1992 la embajada de Israel funcionó en el número 910 de la calle Arroyo en la esquina con la calle Suipachaen el barrio de Retiro de Buenos Aires.
El 15 de febrero de 1949, la cancillería argentina informó que el Poder Ejecutivo reconocía al Estado de Israel como Estado soberano. Las expectativas por la llegada del primer embajador de Israel en Argentina y Uruguay eran inmensas. Cinco días antes de mudar su residencia desde Montevideo a Buenos Aires, la comunidad uruguaya le ofreció a Jacob Tsur (primer embajador israelí) y a su familia pasar unos días en Punta del Este. Allí se encontró con dos argentinos que le sugirieron comprar en Buenos Aires una casa en un barrio distinguido, destinada a ser legación y vivienda. Siete meses después de la llegada de Tsur a Buenos Aires, se adquirió un petit hotel en pleno barrio diplomático. Las tratativas se habían realizado con la familia Mihanovich, que tenía su residencia en el número 910 de la calle Arroyo. Luego de adquirir el edificio se realizaron obras de remodelación, que finalizaron en 1950, inaugurándose oficialmente el 23 de abril.
Tsur la describió «como una de las más hermosas embajadas israelíes del mundo»; mientras que Elías Teubal, uno de los argentinos que había conocido en Punta del Este, le decía que el edificio «debe superar, en belleza y comodidades a la Embajada del Líbano», que en ese tiempo era la única representación diplomática de Oriente medio que funcionaba en Buenos Aires.
Cuando el edificio comenzó a funcionar como misión diplomática, fue parte importante de la colectividad judía en Argentina, siendo lugar de celebraciones y reuniones. Varias personas de la colectividad colaboraron con mobiliario, obras de arte, libros, etc. En el segundo piso se encontraba la recepción, donde se realizaban reuniones y fiestas.
Actualmente la embajada funciona en el décimo piso de la Torre La Buenos Aires, en la Avenida de Mayo.

Mapa que muestra la presencia judía por país, albergando los países de azul más oscuro las comunidades más numerosas. La comunidad judía es una de las más destacadas en el país sudamericano y en el mundo debido a su integración, participación y aporte cultural. Los judíos en Argentina conforman una de las comunidades hebreas más importantes en el mundo, tercera a nivel continental y quinta a nivel mundial.

### Siglo XXI

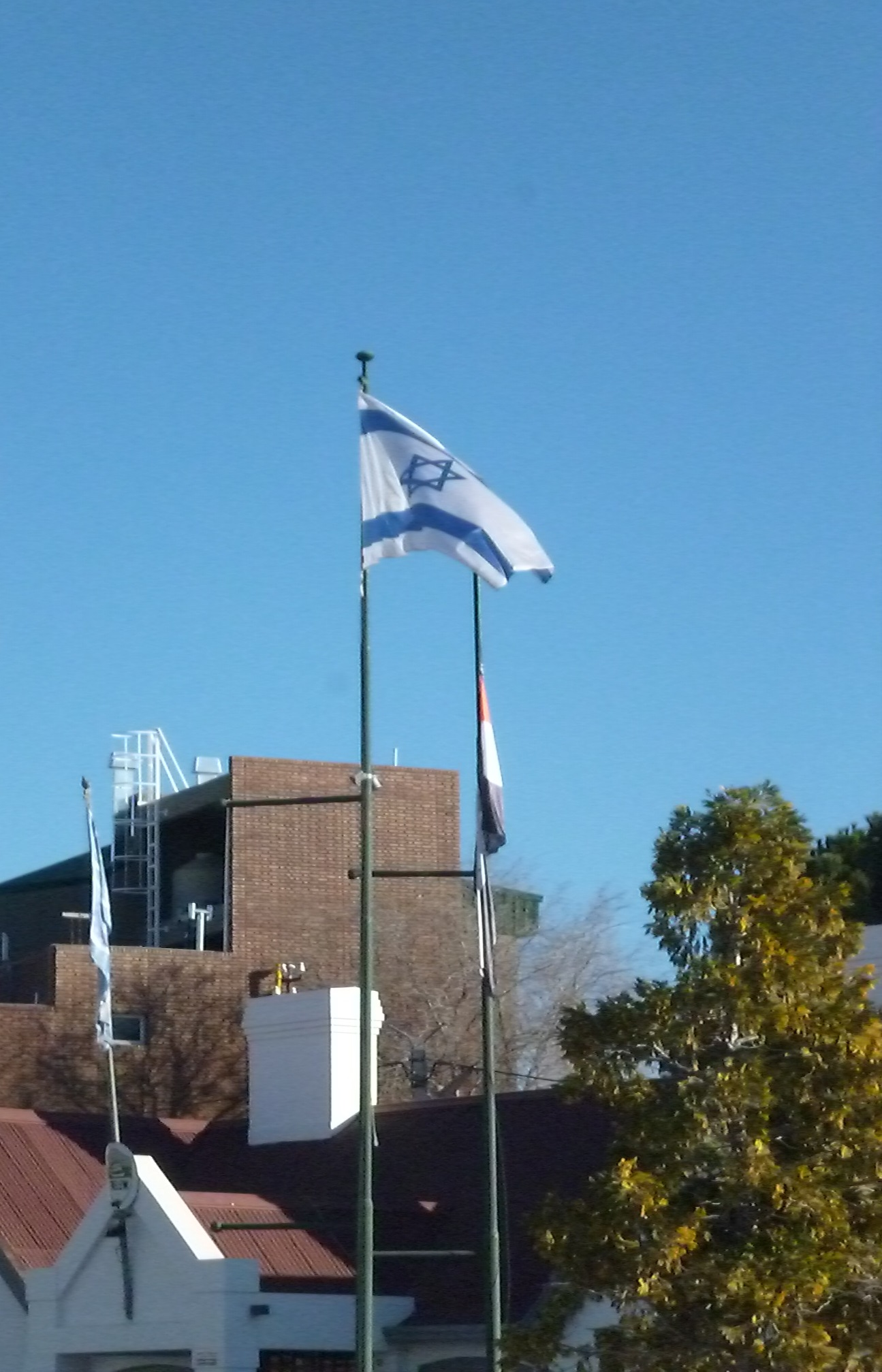
Bandera de Israel en la Plaza de las Colectividades, en la ciudad de Trelew (provincia del Chubut).

Durante la crisis económica de 1999-2002, alrededor de 4400 judíos argentinos hicieron aliyá a Israel. 
A la comunidad judía le están legalmente concedidos los feriados de Rosh Hashaná, Yom Kippur y los dos primeros y dos últimos días de Pésaj.
La población judía en Argentina al año 2006 se calculaba en alrededor de 184 500 habitantes según algunas estimaciones, otras la cifraban por sobre los 250 000.
La mayoría vive en Buenos Aires, Córdoba, Rosario, Tucumán y otras grandes ciudades. La población judía de Argentina es la tercera comunidad judía de América (después de la de los Estados Unidos y Canadá), y la más grande de América Latina. Estas cantidades representan alrededor del 0.5 % del total de la población argentina, que durante el censo del año 2001 se determinó en 36.26 millones de argentinos.
Se calcula que el 1.4 % del total de los judíos del mundo viven en ese país
El 60 % de la comunidad judía reside en Buenos Aires y en Córdoba y Rosario, así como en las colonias agrarias de las provincias de Buenos Aires, Entre Ríos y Santa Fe fundadas para albergar a los inmigrantes, de las cuales las mayores son hoy Basavilbaso, Moisés Ville y Villa Domínguez.
La provincia de Tucumán alberga la colectividad más populosa en el norte argentino, donde por primera vez en la historia un gobernador de la colectividad juró ante los rollos de la Torá. Sinagogas, centros y clubes tienen lugar en ciudades como San Miguel de Tucumán, Yerba Buena y Concepción.
En la Ciudad Autónoma de Buenos Aires, hay barrios caracterizados por su cantidad de población judía, en la que se pueden destacar Balvanera, Villa Crespo, Belgrano, Barracas, entre otros. En varios de estos, también hay diversas sinagogas y clubes judíos.
Cerca del 70 % del total es asquenazí, provenientes de la Europa Central y Oriental, en tanto que un 30 % es sefaradí, provenientes de España, Portugal, Marruecos, los Balcanes, Siria, Turquía y África del Norte.
La ley 20 843 de 1907 determinó que el titular del Poder Ejecutivo, a pedido de los padres, se convertía en padrino religioso de los séptimos hijos varones. En 2009 la ley fue modificada para incluir las séptimas hijas mujeres, niños de religión judía y madres o padres solteros. A fines del 2014 se anunció que un séptimo hijo varón cuyos padres son judíos será amadrinado por Cristina Fernández de Kirchner a través de una ceremonia realizada en una sinagoga de Buenos Aires.
En abril de 2016 se anunció que el Centro Comunitario judío y Templo NCI-Emanu El, el cual pertenece tanto a la rama conservadora como a la reformista, acordaron unánimemente celebrar una boda entre personas del mismo sexo en el lugar, la primera boda judía oficial del mismo sexo en un ambiente religioso en América Latina.

## Antisemitismo

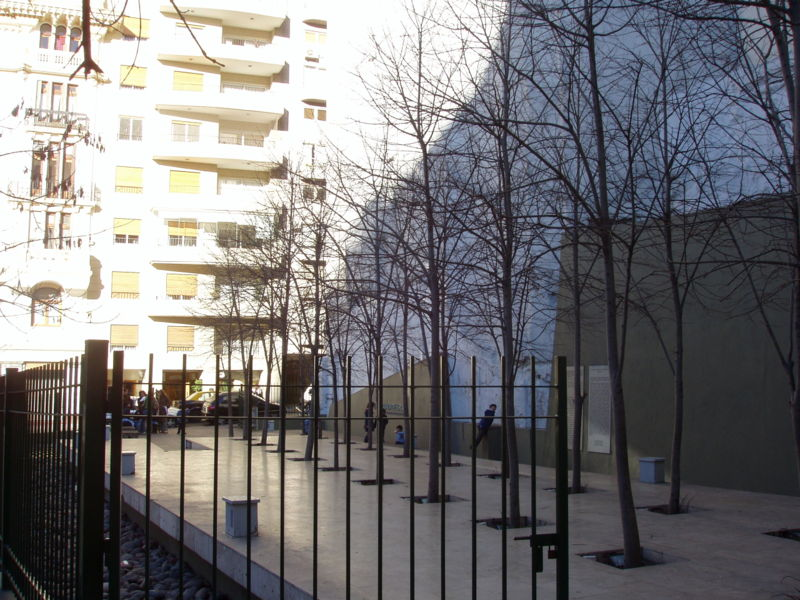
Los árboles de tilo en la Plaza Embajada de Israel, Buenos Aires, Argentina. Plantados en memoria de cada una de las víctimas del atentado terrorista en la embajada de Israel ocurrido en 1992.

Los primeros síntomas antisemitas aparecen con la llegada del barco Wester el 14 de agosto de 1889, cuando el director de Inmigraciones, Lix Klett, intentó no dejar desembarcar a los judíos, a pesar de que habían desembarcado ya los restantes pasajeros del barco. Luego de dos días de discusiones y ante presiones de la prensa y la comunidad judía, al fin fueron autorizados a ingresar a la Argentina. La razón final para que Lix Klett cediera fue que «los inmigrantes eran ya dueños de tierra argentina, comprada a Hernández».
Los inmigrantes judíos en Argentina rápidamente se adaptaron y llegaron a desempeñar un papel importante en la sociedad argentina, pero estaban sujetos a episodios de antisemitismo.
"La caza del ruso"
En enero de 1919, aconteció en Buenos Aires el primer pogromo de América Latina, fomentado por el gobierno y, dando vía libre a los civiles para que “colaboren”. Fue así que sectores sociales de clase alta, junto con el ejército y la policía, iniciaron "La caza del ruso" ("ruso" en el argot argentino es un sinónimo habitualmente despectivo de "judío"), como se conoció el único pogromo de la historia en suelo americano, pretextando una respuesta a una huelga general durante la semana trágica, culpando a los ciudadanos judíos y, consecuentemente, destruyéndoles importantes bienes. A raíz de la huelga grupos paramilitares, como la Liga Patriótica Argentina, actuaron como pandillas de asalto y, al grito de "mueran los judíos", arrasaron sus barrios, asesinando, violando y lesionando a sus habitantes, y quemando sus viviendas y libros. El gobierno detuvo y torturó al periodista judío Pedro Wald, así como también a Rosa Weinstein, Juan Zelestuk y Sergio Suslow, falsamente acusados por las milicias antisemitas de planear una conspiración judío-comunista. o de pretender instalar un “Soviet” en la Argentina. Muchos tuvieron que emigrar. Wald relató las violaciones de sus derechos humanos a que fue sometido en el libro Koshmar (Pesadilla) publicado en 1929.
Negación de refugio
A partir de 1928, oleadas de inmigrantes judíos llegaron desde Alemania, especialmente después de que Hitler llegó al poder en 1933. Argentina desarrolló una política migratoria antisemita destinada a evitar la inmigración de judíos y a negarles refugio ante las persecuciones que sufrían en Europa desde el advenimiento del dictador.
Entre los inmigrantes judíos alemanes ingresados después de 1928, hubo miles que escapaban de las políticas antisemitas implementadas durante ese régimen. Muchos de ellos ingresaron ilegalmente.
En 1937, el cónsul argentino en la ciudad de Gdynia (Polonia), envió varias notas al ministro Carlos Saavedra Lamas, bajo el título de «problema semita». En la carta del 14 de julio de 1937, en vísperas de la invasión nazi, escribió: «Soy de la opinión de que convendría que se pusieran más trabas a la inmigración de esa raza, que parte de Polonia animada del más profundo rencor hacia el cristiano, y dispuesta a cometer los mayores excesos».
En 1938, poco antes del comienzo de la Segunda Guerra Mundial, el gobierno argentino del presidente Roberto M. Ortiz, a través de una circular secreta firmada por el canciller radical José María Cantilo, se ordenó a cónsules argentinos en Europa negar visados a «indeseables o expulsados», lo cual afectó a ciudadanos judíos de ese continente.
Pese a las restricciones, Argentina fue el país latinoamericano que incorporó más refugiados judíos entre 1933 y 1945. Desde 1928 el país recibió alrededor de 45 000 judíos europeos, de los cuales probablemente la mitad ingresó de manera ilegal.
Vandalismo y profanaciones
Durante los años cincuenta y sesenta, el Movimiento Nacionalista Tacuara, una organización fascista con vínculos políticos, inició una serie de campañas antisemitas con peleas en la calle y vandalismo en las sinagogas y profanaciones en los cementerios judíos.
Todo comenzó a partir del secuestro de Adolf Eichmann: vandalismo contra instituciones judías, ataques con cargas explosivas en distintas sinagogas y ataques contra estudiantes judíos. Por ejemplo, Edgardo Manuel Trolnik, estudiante de 15 años, fue herido por las balas de un ataque antisemita el 17 de agosto de 1960 en un acto en el Colegio Nacional Sarmiento en Buenos Aires. Graciela Narcisa Sirota, estudiante de 19 años, fue secuestrada el 21 de junio de 1962 en plena vía pública. Fue torturada salvajemente, según sus captores, como venganza por la captura de Adolf Eichmann, quienes mientras la quemaban con cigarrillos le dejaron grabada una esvástica en el pecho.
La comunidad judía llamó a una huelga de comerciantes para el 28 de junio de 1962, que trascendió a la colectividad judía y se complementó con secundarios enteros vaciados de sus alumnos.
El 29 de febrero de 1964 fue asesinado, en la puerta de la casa de sus padres, Raúl Alterman, un militante del Partido Comunista de 32 años. Aunque la DAIA reclamaba frente a las autoridades y organizaba manifestaciones de repudio, la consecuencia de tantos actos antisemitas y el temor de los padres los llevó a la creación de las primeras escuelas judías integrales en ese período.
El 3 de agosto de 1988, durante la presidencia de Raúl Alfonsín, se sancionó la Ley 23 592, conocida también como Ley Antidiscriminatoria, cuyo ideólogo fue el abogado penalista Bernardo Beiderman.
Atentados terroristas

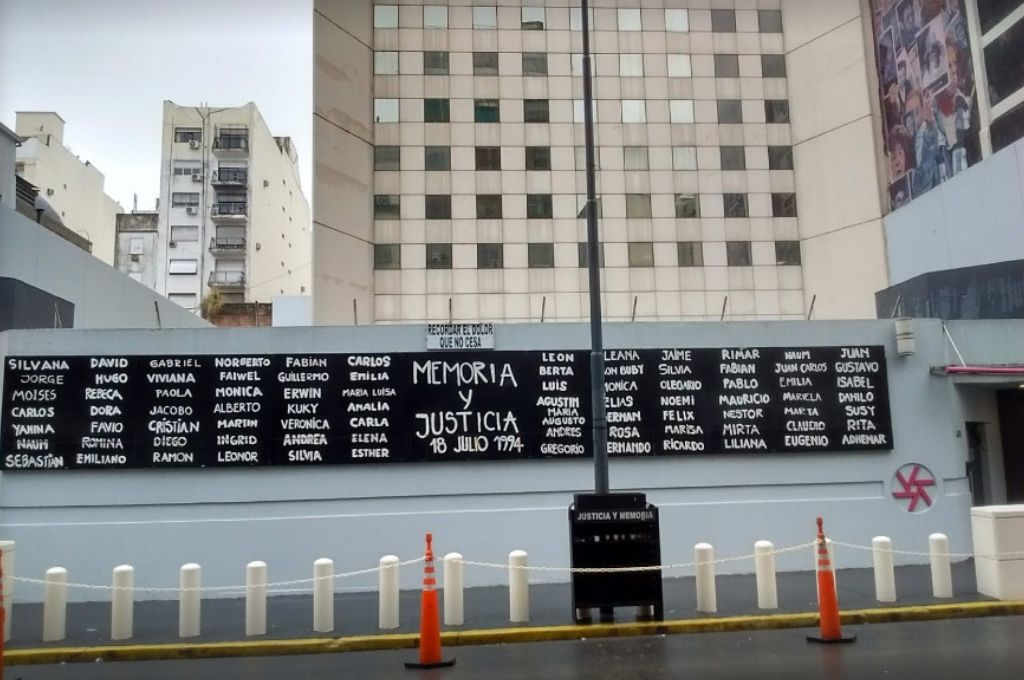
Mural de la AMIA que recuerda a las víctimas fatales del atentado terrorista ocurrido en 1994.

Durante la presidencia del peronista  Carlos Saúl Menem , en los años noventa la comunidad judía en Argentina fue objeto de dos grandes ataques terroristas, que siguen sin resolverse: el ataque terrorista contra la embajada de Israel el 17 de marzo de 1992, causando la muerte de 29 personas y 242 heridos, y el ataque terrorista contra la AMIA (Asociación Mutual Israelita Argentina) en Buenos Aires, el 18 de julio de 1994, que mató a 85 personas e hiriendo a más de 300.
En 2001, la cancillería argentina colocó una placa en la sede del ministerio en honor a doce diplomáticos argentinos que, a pesar de las prohibiciones, contribuyeron a dar refugio a judíos perseguidos. El Centro Simon Wiesenthal y la Fundación Internacional Raoul Wallenberg han cuestionado la decisión debido a que al menos uno de esos honrados ignoró la situación de un centenar de judíos argentinos que vivían en Grecia, Holanda y Polonia y que los demás funcionarios solo cumplieron su trabajo consular.
El 16 de mayo de 2005, el canciller Rafael Bielsa firmó la «Resolución 999», que determinó finalmente que se retirara la polémica placa. Con documentos en mano, la Fundación Wallenberg advertía que Luis H. Irigoyen, uno de los diplomáticos homenajeados por su paso en la embajada de Berlín, en 1943 se «desentendió de la suerte de 100 argentinos judíos», que el régimen de Adolf Hitler ofreció repatriar a la Argentina como gesto de buena voluntad hacia el país con el que mantenía muy buenas relaciones.

### Redes sociales
Durante la década de 2010, la expansión de las redes sociales permitió la emergencia en nuevas expresiones de antisemitismo en medios digitales.
En 2024, el Centro de Estudios Sociales de la Delegación de Asociaciones Israelitas Argentinas (DAIA) reportó 678 denuncias de antisemistismo, un 13 % de crecimiento respecto de 2023.

### Circular Número 11 del año 1938

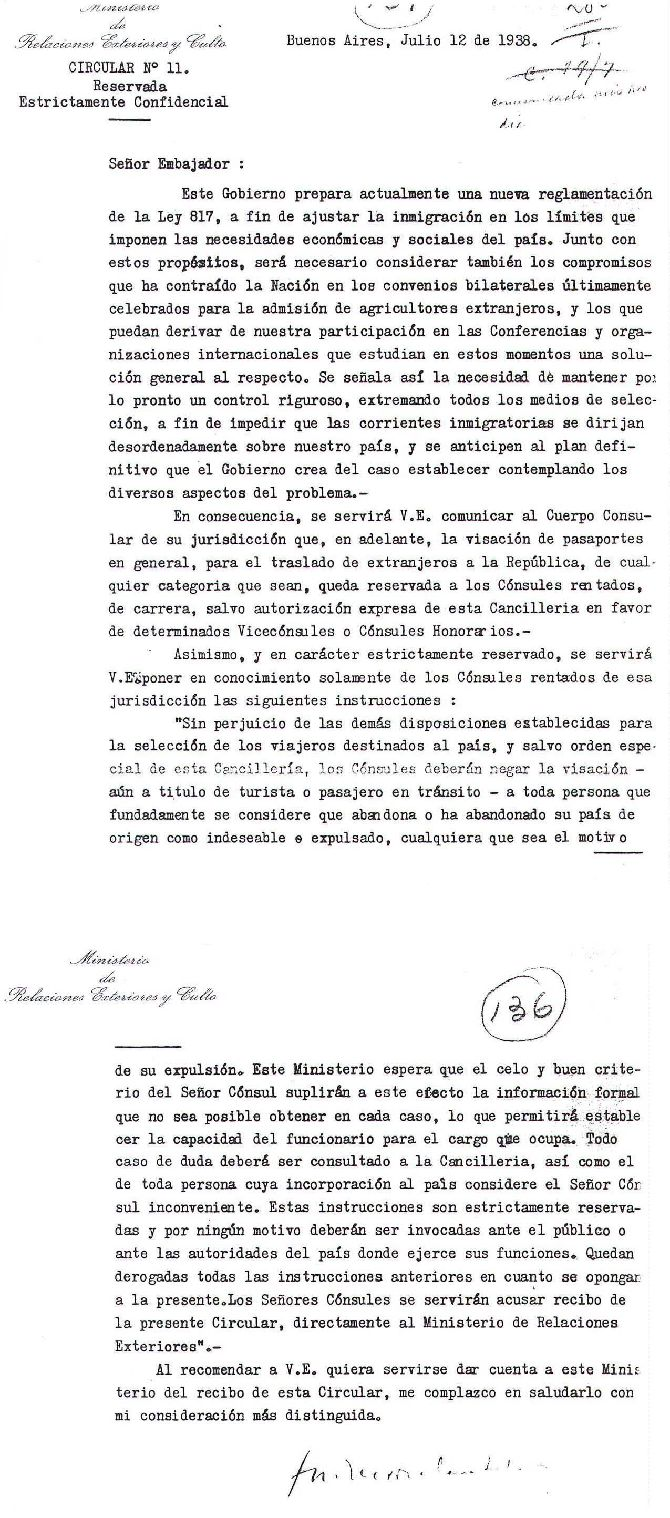
La Circular 11 de 1938, durante la presidencia de Roberto M. Ortiz de la Unión Cívica Radical Antipersonalista, estaba destinada específicamente a detener la entrada al país de judíos europeos que huían del régimen nazi.

La Circular Número 11 del año 1938 fue uno de los secretos más celosamente custodiados por el Estado argentino. Firmada por el canciller José María Cantilo el 12 de julio de 1938 y enviada a todas las delegaciones de este país en el mundo, la Circular 11 estaba destinada específicamente a detener la entrada al país de judíos europeos que huían del régimen nazi. La instrucción negaba tácitamente la visa a ciudadanos de origen judío, en tiempos en que la Alemania nazi ponía en marcha el Holocausto.
En su primer párrafo, la circular se refiere a la Conferencia de Evian, que sesionó del 6 al 13 de julio de ese mismo año en Francia, donde más de 30 países, incluyendo Estados Unidos y Argentina, firmaron un acuerdo buscando un destino seguro para los refugiados judíos que huían de Alemania nazi y Austria. O sea que al mismo tiempo que participaba en una conferencia sobre estos refugiados, Argentina dictaba una norma prohibiendo su ingreso al país.
Así, la circular neutralizaba secretamente «los compromisos [...] que puedan derivar de nuestra participación en las conferencias y organizaciones internacionales que estudian en estos momentos una solución general al respecto». La organización internacional mencionada era nada menos que la Liga de las Naciones, que a principios de ese mismo año trató también el tema de los refugiados judíos que huían de la Alemania nazi.
La circular citaba asimismo «los convenios bilaterales últimamente celebrados para la admisión de agricultores extranjeros», una clara alusión a los acuerdos de colonización que Argentina había firmado para la admisión de agricultores judíos alemanes.
Para detener el influjo que pudiera resultar de estos acuerdos, la circular ordenó a los cónsules argentinos «negar la visación... a toda persona que fundadamente se considere que abandona o que ha abandonado su país de origen como indeseable o expulsado». La referencia «indeseable» como sinónimo de judío era de uso corriente en documentos de Cancillería de la época. El archivo de Cancillería guarda también cartas en las que los cónsules argentinos invocaron la «Circular 11» como justificativo para la negación de visas a judíos. Así, sin emplear explícitamente la palabra «judíos», la circular dejó bien en claro su objetivo.
La Circular Número 11 del año 1938 fue descubierta en 1998 por la investigadora Beatriz Gurevich durante su paso por la CEANA (Comisión de Esclarecimiento de las Actividades del Nazismo en la Argentina), una entidad creada por el canciller Guido Di Tella durante el gobierno de Carlos Menem. La señora Gurevich encontró la circular «perdida» entre los cajones de la embajada argentina en Estocolmo (Suecia). Sin embargo, la investigadora decidió abandonar su cargo luego que reportó su hallazgo y las autoridades de entonces decidieran nuevamente archivarlo y, presumiblemente, destruirlo y no revelar su contenido.
Fue solo desde que la Fundación Wallenberg decidió hacer pública una copia en su sitio de internet cuando la Circular 11 comenzó a ser conocida de modo masivo en Argentina y el resto del mundo. La orden secreta también vio la luz cuando se presentó en el libro La auténtica Odessa del investigador argentino Uki Goñi, publicado en 2002.
Algunos autores, como Marcia Ras, han puesto en duda esta visión por la ausencia de la palabra «judío» en la circular. Entre los argumentos que se aportan en este sentido se incluyen información sobre la intervención de Luis Irigoyen a favor de los ciudadanos judíos argentinos en Berlín para que sean tratados como no judíos, y la intervención de la embajada argentina a favor de peticiones de ingreso al país sudamericano de judíos residentes en Roma, que según la autora queda documentada en la serie Judíos de los Archivos Históricos del Vaticano.
No obstante, la mayoría de historiadores no consideran que estos datos contrasten el objetivo de la circular y sus consecuencias. Simon Wiesenthal ve en el documento un utensilio que servía claramente para zanjar el tema migratorio judío con lenguaje diplomático, pues bien se sabía que la mayor parte de los afectados (quienes en ese momento buscaban huir del continente europeo) eran judíos, y se conocían los esfuerzos de algunos diplomáticos por facilitar este tipo de visados a judíos hacia países de América, el caribe y Asia. Sabine Schlickers considera que el documento fuera una concesión a las autoridades alemanas que pretendían cerrar esta vía de huida, donde los visados de tránsito formaban parte esencial del proceso aún en territorio europeo. También afirma que el hecho que el documento se considerara ultrasecreto arroja luz a su objetivo verdadero, que difícilmente las autoridades argentinas no tuvieran conocimiento de lo que aquello significaba para los judíos europeos, y que casos puntuales de ayuda a judíos por diplomáticos de países que colaboraban con Alemania, directa o indirectamente, solo eran la excepción que confirmaba la norma. En todo caso, acciones como las de Irigoyen, en sí meritorias, no tienen relación con la circular, pues los visados de tránsito estaban destinados a personas sin nacionalidad argentina (en este caso, los judíos europeos).
Finalmente la medida, que estaba en desuso pero vigente desde 1938, fue derogada después de casi setenta años el 8 de junio de 2005 durante el gobierno del entonces presidente Néstor Kirchner, quien estuvo presente en el acto en que el canciller Rafael Bielsa derogó la circular secreta de su ministerio. En el acto de derogación, realizado en el Salón Sur de la Casa de Gobierno, también se encontraban el ministro del Interior argentino, Aníbal Fernández, y Natalio Wengrower, vicepresidente de la Fundación Wallenberg.

## Colonias fundadas por inmigrantes judíos en Argentina

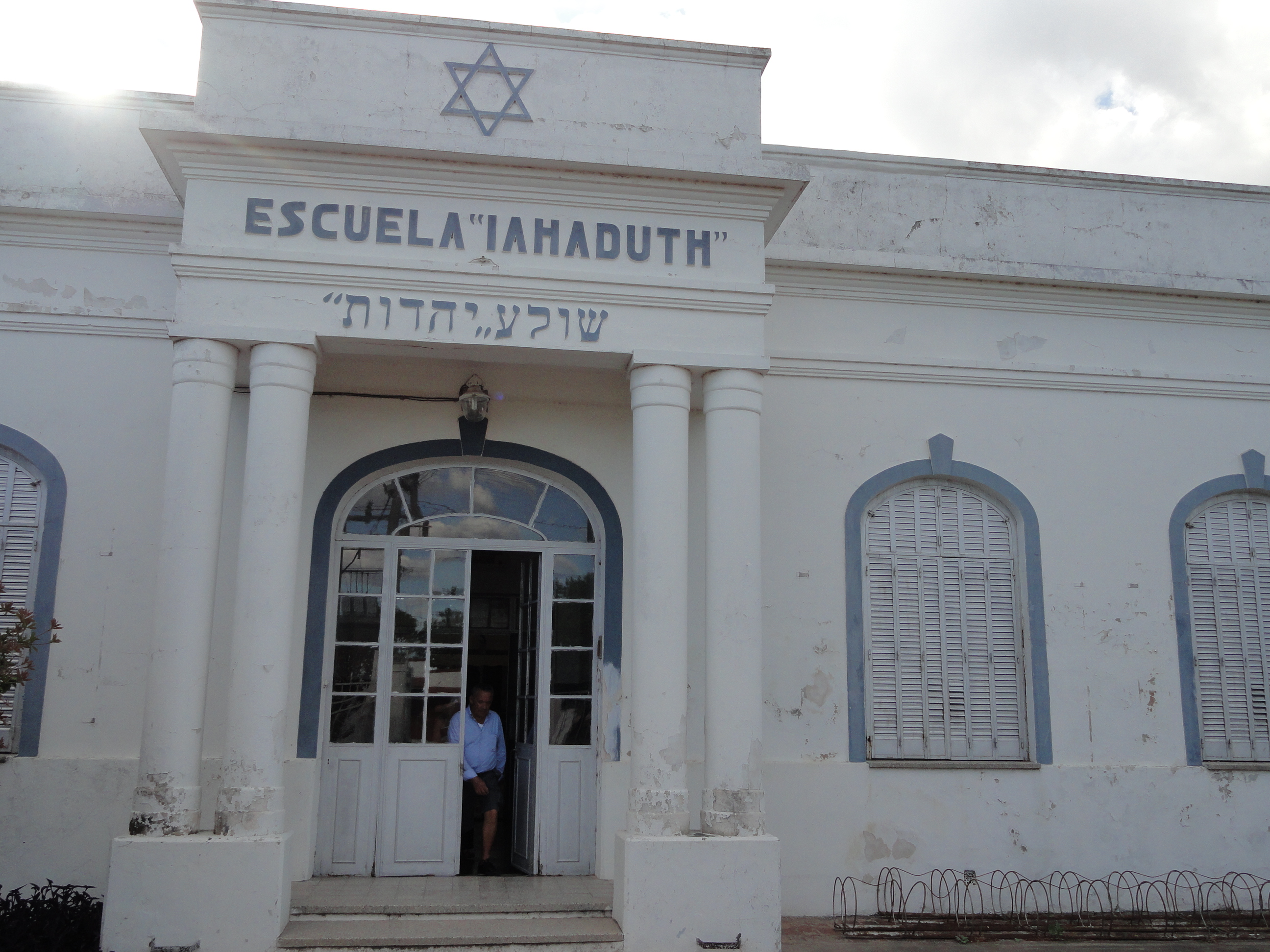
Escuela judía en Moisés Ville (provincia de Santa Fe).

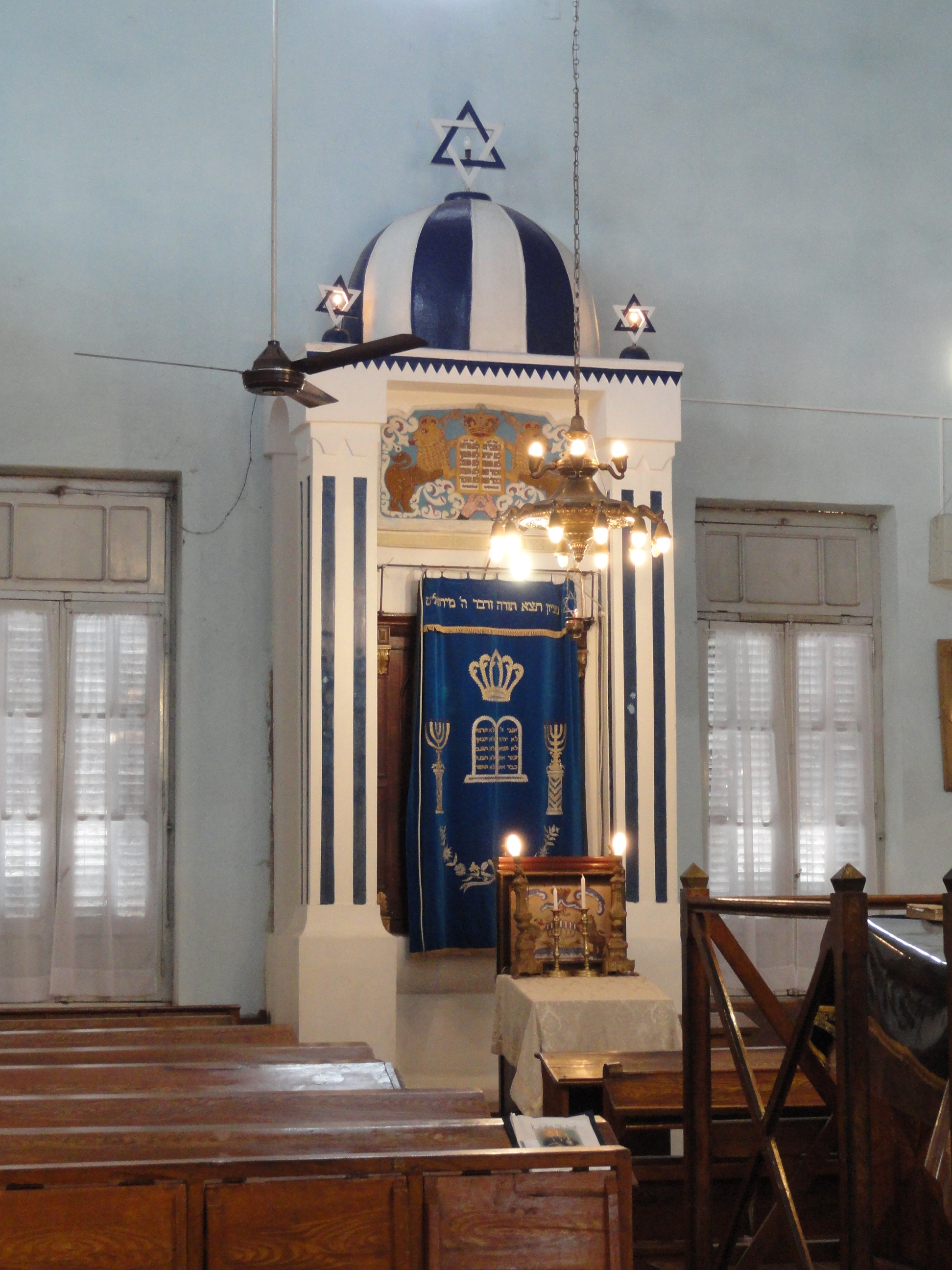
Interior de una sinagoga en Moisés Ville.

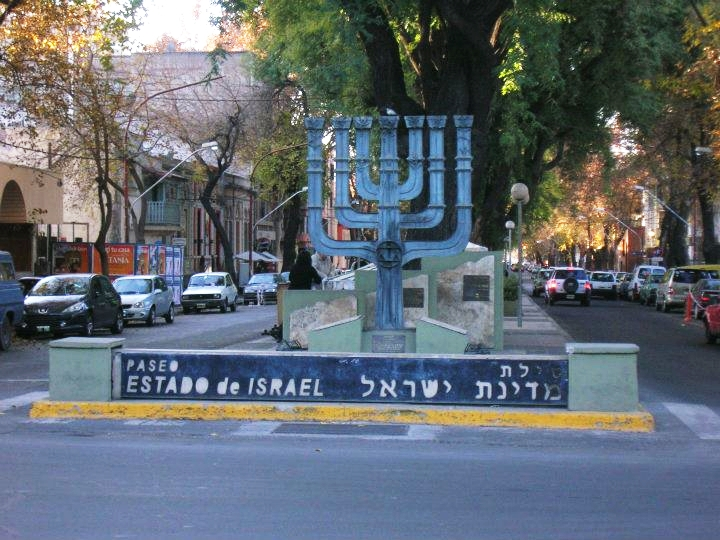
Paseo Estado de Israel en la ciudad de Mendoza.

## Colonias fundadas por inmigrantes judíos en Argentina[57]
| Provincia de Buenos Aires - Carlos Casares - Colonia Lapin - Mauricio Hirsch - Delfín Huergo - Moctezuma - Rivera - Smith Provincia de Entre Ríos - Basavilbaso - Bovril | - General Campos - Ingeniero Miguel Sajaroff - La Clarita - Pueblo Arrúa - San Salvador - Ubajay - Villa Clara - Villa Domínguez Provincia de Santa Fe - Capivara - Ceres | - Colonia Montefiore - Las Palmeras - Palacios - Moisés Ville - Virginia Provincia de La Pampa - Bernasconi - General Acha Provincia de Santiago del Estero - Colonia Dora |

## Contribuciones de los judíos en la cultura argentina
La comunidad judía ha realizado y continúa realizando aportes considerables a la cultura argentina, en las ciencias, el arte, la música, el humor, el teatro, el deporte, la educación, los medios de comunicación, la literatura, etc. (Cita requerida)
A modo de ejemplo, uno de los tres premios Nobel de ciencias con que cuenta el país, César Milstein, era judío. En el mundo de la música la comunidad judía de la mesopotamia desempeñó un papel importante en el desarrollo del chamamé, estilo folclórico de la Mesopotamia argentina.

### Cine judío en la Argentina

#### Historia
Entre las primeras grandes figuras del cine nacional argentino se encuentra el empresario Max Glucksmann (1875-1946), que desde los primeros años del siglo XX impulsó la naciente actividad cinematográfica (producción, venta, distribución y exhibición de documentales y cortos). Fue creador de varias de las películas más importantes de la época, que se destacaron en los géneros de drama, policiales y temas históricos. Entre las más conocidas se encuentran Moisesville (1925) y Asilo de huérfanos (1927), que conforman un documento único sobre el proceso de colonización judía en el país.
Otro de los pioneros fue el cineasta porteño León Klimovsky (1906-1996) quien dirigió conocidos largometrajes. Entre ellos, El túnel (1952, basado en la novela de Ernesto Sabato). Además fundó en 1928 el primer cineclub del país.

#### Películas con temática judía
El intentar rever el modo en el que el cine argentino abordó la temática judía es algo particular, ya que el cine nacional históricamente se acercó en diversas ocasiones pero recién hace pocos años se comenzó a ver una explosión de largometrajes con componentes protagónicos judíos. Se abordaron diferentes temas pero se puntualizó particularmente en: el estereotipo del inmigrante judío, el relato de la llegada de los judíos desde Europa y su posterior colonización, el antisemitismo y el hombre judío contemporáneo y sus conflictos.
Estas temáticas fueron emprendidas por muchos directores y guionistas quienes se dedicaron a explayar estos temas y reflejar su visión en las siguientes películas:
- Los gauchos judíos (1975), director: Juan José Jusid
- Diapasón (1986), director: Jorge Polaco
- Pobre Mariposa (1986), director: Raúl de la Torre
- Debajo del Mundo (1987), director: Beda Docampo Feijóo
- El camino del sur (1988), director: Juan Bautista Stagnaro
- Sol de Otoño (1996), director: Eduardo Mignona
- Un amor en Moises Ville (2001), director: Antonio Ottone
- El abrazo partido (2005), director: Daniel Burman
- Anita (2009), director: Marcos Carnevale
- Judíos por elección (2011), directora: Matilde Michanié
- El rey del Once (2016), director: Daniel Burman
- El último traje (2017), director: Pablo Solarz
- Transmitzvah (2024), director: Daniel Burman
- Mazel Tov (2025), director: Adrián Suar

Documentales:
- El Año Que Viene en... Argentina (2005), directores, Jorge Gurvich y Shlomo Slutzky

Cabe destacar que la mayor cantidad de películas argentinas de temática judía se dio en los últimos quince años, lo cual lleva a suponer que sin películas como Los gauchos judíos o Sol de otoño y sin realizadores como Daniel Burman, el judaísmo no habría obtenido nunca un rol protagónico en el cine argentino.
Semejante explosión de judaísmo permitió que, en 2004, se realizara el film colectivo conmemorativo de los diez años del atentado a la AMIA, 18-J, con varios realizadores judíos y no judíos poniendo el foco en la sociedad judeoargentina contemporánea.

### Teatro en ídish en Argentina

#### Comienzos
Las primeras troupes surgieron en 1908: la «limpia» (que no permitía la entrada de rufianes) era liderada por Gutentag-Marienhof, y la otra por artistas del exterior: Akselrod, Shilling, Rosa Bry y algunos locales, y cuyas puertas estaban abiertas para todos. Ambas compañías empezaron a actuar con más frecuencia; de una vez por semana pasaron a dos y, en 1913, el empresario de la segunda compañía trajo de Londres una pareja de artistas, Vaksman y señora, para los cuales alquila un teatro, un pequeño local en la calle Corrientes, llamado Bijou.
La compañía «limpia» quiso presentar una estrella que se impusiera, y es así como trajo a Moris Moshkovitz, que había sido el iniciador de Goldemburg; se alquila el teatro Olimpo ―que quedaba en la calle Pueyrredón pero que ya no existe―. Moshkovitz representó El cadáver viviente (de León Tolstoy), El padre (de August Strindberg), Kean (de Alejandro Dumas), Los malos pastores (de Octave Mirbeau), Shylock y otras obras (de Gordin); «hizo época» en el teatro judío de la Argentina. El Olimpo se convirtió desde entonces en el templo del arte judío.

#### Desarrollo
El teatro en ídish llegó a Buenos Aires junto con los judíos ashkenazim. Alrededor de 1902 ya había en Argentina, especialmente en Buenos Aires cantidad de judíos rusos, polacos, húngaros, rumanos, que llegaban huyendo de persecuciones antisemitas y de una pobreza extrema. Aquí los inmigrantes concurrieron asiduamente al teatro en idioma ídish.
Concurrir al teatro implicaba no solo un momento de esparcimiento sino también, el encuentro con los paisanos, la oportunidad de hablar y escuchar el idioma materno, el espacio donde combatir los sentimientos que producían el desarraigo y el lugar donde recobrar fuerzas para adaptarse a la nueva realidad y a un ambiente social y cultural a menudo hostil.
En el repertorio que se ofrecía desde el escenario predominaban melodramas populares y comedias musicales que expresaban en forma semi-realista los problemas del alter heim (del viejo hogar), con sus clásicos conflictos: matrimonios arreglados, novias desconsoladas, diferencias generacionales y desarraigos de todo tipo. Dichas obras eran cálidamente reconocidas por los espectadores, que acompañaban con comentarios, aplausos y coros de las canciones. Lo que ocurría en el escenario representaba todo aquello que se había abandonado para siempre y ayudaba a no abandonar la identidad, tan vulnerada por el esfuerzo de adaptación a la vida nueva, a costumbres y necesidades desconocidas. Con el tiempo, también se representaron textos traducidos de la dramaturgia universal o de autores que trataron temática judía en otros idiomas.
Las compañías que se presentaban eran extranjeras (venían de Europa o de Estados Unidos) por lo cual el problema de la financiación del teatro era un obstáculo dentro de una comunidad con pocos capitales para arriesgar.
En 1916 funcionaban en Buenos Aires dos teatros, que traían de Europa un repertorio de mayor nivel y actores de calidad que dieron a conocer los estilos más nuevos e interpretativos en auge dentro de las capitales europeas.
En los años veinte, tras la finalización de la Primera Guerra Mundial, llegaron a la Argentina nuevas camadas de inmigrantes, con experiencia en la lucha social y gran necesidad de desarrollo cultural. El teatro judío tuvo un gran desarrollo tanto artístico como económico al punto que el actor judeoestadounidense Boris Thomashefsky introdujo la modalidad de una función diaria (Rollansky, 1944)
El sindicato de actores judíos, fundado en 1922 (Actiorn farein), peleó duramente por convencer a los empresarios teatrales judíos de la necesidad de organizar temporadas con elencos íntegramente formados por actores residentes en Argentina que, en algunos casos, eran de calidad superior a los visitantes, pero no tenían su fama y, por lo tanto, no garantizaban al empresario el éxito económico de la temporada.
No obstante, el periodo que va de 1930 a 1950, fue brillante para el teatro en ídish, que llegó a tener seis salas de teatro funcionando simultáneamente.
Buenos Aires era considerada una de las cuatro plazas teatrales de mayor prestigio en el mundo junto con Rusia, Polonia y Estados Unidos.
El correr del tiempo y algunas circunstancias concretas marcaron el punto de inflexión de este proceso y el comienzo de la decadencia.
Las nuevas generaciones de judíos argentinos, aquellos que, de niños, asistían con sus padres al teatro ídish como a una ceremonia, fueron abandonando el ídish y, si bien no se asimilaron totalmente, desarrollaron sus ideas y actividades en castellano y se volcaron a la problemática sociopolítica argentina y latinoamericana.
El teatro en ídish en la Argentina, da cuenta del aporte de la colectividad judía a la cultura nacional y al teatro argentino en particular. Una gran cantidad de actores, dramaturgos, críticos, etc., aportaron toda su producción creativa a su proceso de integración nacional.

### Humor judío
El humor judío  en la cultura nacional tiene un claro referente en Hollywood. Si bien hay pocos comediantes judíos en nuestra historia, ninguno de ellos evitó hacer humor con su identidad judía. La influencia se dio también por la destacada tradición del humor de monologuistas en la revista porteña, que, en los últimos años, devino en un calco del género humorístico norteamericano, el stand up, que, al igual que en Estados Unidos, también cuenta con mayoría de comediantes judíos. Pese a que el papel estelar de estos comediantes se dio principalmente en teatro o en televisión, el cine lo tomó en contadas ocasiones. Los personajes judíos que interpretaban estos comediantes siempre se encontraron ligados al estereotipo del inmigrante ruso, que fue expuesto en el cine argentino antes de la aparición de artistas como Adolfo Stray.

### Educación judía
Primeras escuelas
Desde fines del siglo XIX comenzaron a funcionar las escuelas en las colonias de los inmigrantes judíos. Estas cumplieron una función social relevante no solo para continuar con la cultura judía, sino también para transmitir la cultura nacional. Al ser estos colegios mantenidos por las sinagogas, la educación que recibían los niños era principalmente religiosa: aprender a rezar y leer la Torá en hebreo para poder interpretarla.Los maestros que comenzaron con estas instituciones, generalmente eran personas que habían hecho cursos en pedagogía o que simplemente tenían experiencia en la enseñanza. Se podían encontrar tanto profesores ashkenazíes (Rusia, Polonia y Lituania) y sefaradíes (Bulgaria, Turquía y Marruecos). Algunos maestros de este último grupo habían estudiado en las escuelas de la Alliance, por lo cual, manejaban perfectamente el castellano.
Hacia 1912, en las colonias funcionaban ya 61 escuelas. Sin embargo, en una época en la que para el Estado Nacional era fundamental nacionalizar al inmigrante, o por lo menos transmitirles a sus hijos el sentimiento de nacionalidad argentina, estas escuelas comunitarias eran sospechosas. En 1908 el inspector de escuelas Ernesto Bavio escribió en El Monitor de la Educación Común, revista oficial del Consejo Nacional de Educación, en contra de las escuelas judías, argumentando que al enseñar el ídish dificultaban la integración de los inmigrantes o sus hijos. Ricardo Rojas, en La restauración nacionalista, denunció a las escuelas judías como «uno de los factores activos de disolución nacional, juntamente con las escuelas alemanas, italianas e inglesas». Para él, el objetivo de las escuelas debía ser «argentinizar» a los hijos de los inmigrantes, transformando el patriotismo en una especie de religión que reemplazara a Dios por la Patria en la escuela.
A pesar de las voces de alarma, hasta la década del treinta las escuelas judías estaban solo en un estadio embrionario. Las primeras escuelas en este período estaban ubicadas en el Once (1906), en Barracas (1908) y una en Caballito (1909). En la ciudad de Buenos Aires tuvieron lugar las escuelas laicas recién hacia 1920. Los alumnos judíos de esa época concurrían por la mañana a escuelas estatales, y por la tarde a las escuelas judías.
En 1935 se creó el Vaad Hajinuj o Consejo de Educación, que se ocupaba de la educación de unos 1700 alumnos.
Algunos maestros que comenzaron con los colegios y con la acción de educar a los chicos en la colonia:
- Samuel Halphon (rabino).
- Leopoldo Najenson
- Miguel Wollach
- Iehuda Leib Winocur (autor del primer diccionario hebreo-castellano).
- Moisés Rúbin

Luego de unas décadas continuaron:
- José Menedelson (quien fue organizador y director del seminario de maestros hebreo).
- José Monín
- Jaime Finkelstein
- N. Naihois
- P. Erlich
- Rosa Weinschelbaum de Ziperovich

Educación judía en la actualidad
A través del Consejo Central de Educación Judía en la República Argentina se fortalece el desarrollo comunitario mediante una educación diversa y pluralista, la cual se compromete con la vida judía local, que integra todas las expresiones institucionales bajo los principios proféticos de la justicia social y con una activa participación en la sociedad argentina.
Tiene un rol clave en la formación, capacitación y perfeccionamiento de recursos humanos para todos los niveles del sistema educativo, desarrolla y controla los planes y programas de estudio, edita y publica materiales pedagógicos y representa a las instituciones de la red en los diferentes marcos educativos municipales y nacionales.
En la actualidad algunas de las escuelas judías más reconocidas en la Argentina son:
- Arlene Fern (niveles inicial y primario).
- Bereshit (niveles inicial y primario).
- Bet El (niveles inicial y primario).
- Beth (niveles inicial y primario).
- Bialik Devoto (niveles inicial y primario).
- Bialik La Plata (niveles inicial, primario y secundario
- Hamakom Sheli (educación especial).
- Heijal Hatora (niveles inicial, primario y secundario
- Yeshurun Tora High School (niveles inicial, primario, secundario y terciario).
- Toratenu (niveles inicial, primario, secundario y terciario).
- Iona (niveles inicial y primario).
- Iosef Caro (niveles inicial, primario y secundario).
- La Escuela de Hilel (niveles inicial y primario).
- Maimónides (niveles inicial y primario).
- Bami Marc Chagall (niveles inicial y primario).
- Martin Buber (niveles inicial, primario y secundario
- Max Nordau (Mendoza) (niveles inicial y primaria).
- Natan Gesang (niveles inicial y primaria).
- Oholey Jinuj
- Or Tora (nivel primario).
- Ort 1 (nivel primario y secundario).
- Ort 2 (nivel primario y secundario).
- Scholem Aleijem (niveles inicial, primario y secundario).
- Tarbut (niveles inicial, primario y secundario).[64]

Educación no formal;
La educación no formal surge al reconocer que la educación formal es limitada en el espacio y el tiempo. En los años ochenta en la Argentina se notó una falta de educadores en las escuelas y ahí se comenzó a pensar en la necesidad de abrir nuevos espacios donde la educación no formal se desarrolle.
Se basa en actividades grupales, recreativas y educativas, deporte, arte, campamentos, transmisión de valores y contenidos judíos, así de este modo ayudan a los chicos a incorporar conocimientos variados sobre diferentes temáticas de manera vivencial.
La Fundación Bamá tiene a la educación no formal como una de sus grandes áreas, está dirigida por el departamento Maaian, que propone actividades tales como la escuela de madrijim, ulpan (maestros de danza que transmiten sus enseñanzas a través del baile ´rikudim´), lenaied (jornadas de capacitación de educación no formal), e Israel Bamajane (proyecto con el fin de ofrecer la vivencia y disfrute de Israel).
En Buenos Aires, hay más de 50 instituciones que practican este tipo de educación con diferentes orientaciones, como por ejemplo, FACCMA (Federación Argentina de Centros Comunitarios Macabeos), las [comunidades NOAM, y los Centros Juveniles sionistas. En la semana, hay actividades que imparten temáticas judías y no judías, a través de juegos, debates, canciones y manualidades.
En FACCMA, una de sus actividades son las macabeadas, es decir, reuniones de atletas judíos, donde se realizan una cierta cantidad de juegos que tiene como lema: «Mente sana en cuerpo sano».
NOAM, tiene como objetivo fortalecer y desarrollar el judaísmo masortí en los jóvenes de las kehilot (comunidades) que se relacionan mediante vivencias y prácticas significativas, con el motivo de crear un marco de unión, participación, colaboración y trabajo en equipo. Esta institución representa a los Departamentos de Juventud del movimiento conservador. Sus proyectos están destinados no solo a los janijim, sino también a los madrijim, coordinadores, directores y familias. Son quince los departamentos de juventud de las kehilot, las cuales son:
- Amijai
- Bet El
- Bet Hilel
- Beit Israel
- Benei Tikva
- Bialik
- Dor Jodash Archivado el 2 de abril de 2016 en Wayback Machine.
- Jerusalén
- Juventud Judaica
- NCI-Emanuel
- Kehilatid
- Lamroth Hakol
- Or Jadash Archivado el 8 de junio de 2016 en Wayback Machine.
- Pardés
- Sio
- Juventud Ioná
- Tfilat Shalom

Por último, los Centros Juveniles Sionistas dependen en la Argentina de La Organización Sionista Mundial. Archivado el 28 de julio de 2016 en Wayback Machine. Esta tiene a I-Zionist como página del Centro de Comunicaciones para la Diáspora y la Lucha contra el Antisemitismo, el cual es un emprendimiento conjunto del Deparatmento de Actividades para Israel y Lucha Contra el Antisemitismo y el Departamento de Actividades para la Diáspora.
El objetivo de I-Zionist Archivado el 6 de septiembre de 2015 en Wayback Machine. es iniciar y difundir actividades sionistas en colaboración con todos aquellos activistas, que desean colaborar para fortalecer la presencia a nivel mundial y de introducirse en la cultura, la política y la sociedad israelí mediante actividades y proyectos.
Las actividades son llevadas a cabo a través de los madrijim (líderes), que son los educadores, estos son jóvenes mayores de diecisiete años que se ofrecen voluntariamente para enseñar a chicos de entre dos y dieciséis años lo que alguna vez aprendieron, es decir, la enseñanza recibida desde fiestas, historia, cultura, religión, canciones, bailes, información actual de Israel de una manera divertida, ya sea con juegos, bailes, películas, canciones, actuaciones, actividades, etc. Difundir con alegría y amor el valor de ser judío.
La palabra madrij en hebreo significa ‘el que marca el camino’. ¿A quién? A los janijim, es decir, a los alumnos no formales.
Lamroth HaKol
Lamroth HaKol fue fundada el 3 de mayo de 1944 en el partido de Vicente López por judíos alemanes que emigraron a la Argentina en los años previos al comienzo de la Segunda Guerra Mundial. En ese momento tan difícil para la comunidad judía, sus fundadores decidieron denominarla Lamroth Hakol —que en hebreo significa ‘a pesar de todo’— con la convicción de que «a pesar de todo» lo que había ocurrido, la vida judía podía y debía continuar.
Con más de 2000 asociados es en la actualidad la congregación más importante de la zona norte del Gran Buenos Aires, además de ser una de las más destacadas y activas de la Argentina. Este club tiene como misión Enriquecer la vida judía y alentar su continuidad en un marco religioso Masortí y comunitario, abierto a la diversidad, que permita a cada persona crecer espiritualmente, transitando el camino de los valores de su nuestro pueblo.

### Literatura judía en Argentina
La literatura judía en Argentina se ocupó de integrar tanto la identidad histórica hebrea como la nacional. Según Solomon Lipp, la obra literaria de los autores de ascendencia
judía en Argentina en particular y en Latinoamérica en general constituye un aporte significativo, que «ofrece una nueva perspectiva a la visión del hombre que lucha por sobrevivir en su ambiente».
Aunque hubo casos aislados de inmigración judía durante el período colonial y después de la Independencia, no aparece una literatura verdaderamente hispano-judía hasta el siglo xx,
gracias a la llegada de los judíos de la Europa oriental. Gracias a las actividades del Barón Mauricio de Hirsh, de Baviera, se fundaron en las provincias argentinas de Santa Fe y Entre Ríos varias colonias agrícolas. Aquí llegaron las víctimas de los pogromos para empezar una nueva vida. Así surgieron los primeros colonos judíos de Hispanoamérica, y de estos llamados «gauchos judíos» nacieron los escritores que enriquecieron con sus obras a la literatura argentina.
Sus principales temas se definen por el agradecimiento a la Argentina por la oportunidad de permitirle a estos integrantes del pueblo judío un lugar donde establecerse y renovarse. Otros temas, como consecuencia de la inmigración y característica típica de los problemas del al «hombre marginal», son el ajuste de los recién llegados a su nuevo ambiente y a sus nuevos vecinos. En el caso específico del judío se presenta la dificultad de afrontar la asimilación joven frente a la lucha por parte de la vieja generación por conservar los valores culturales y tradicionales.

#### Movimientos literarios judíos en Buenos Aires
Los principios de la literatura judía en Argentina datan de la revista Mundo Israelita (de 1923). Sus colaboradores más importantes fueron Salomón Resnik y León Dujovne, que introdujo la literatura ídish en la misma, traduciendo y promocionando diversos libros. Su base fue recuperar la tradición del pueblo judío, especialmente entre los jóvenes.
Otra institución fundamental es la Sociedad Hebraica Argentina (1926), a través de la cual se publicaron libros y se difundió la cultura judía. Entre los propósitos específicos de esta sociedad era la difusión del conocimiento de la historia y la cultura judía y sus manifestaciones en filosofía, literatura, en el arte y en la ciencia, el fomento del idioma hebreo, la literatura judía, la formación de una biblioteca especializada de estudios judaicos. La actividad editorial era uno de los fines de la sociedad.
Algunos de los escritores judíos argentinos más importantes fueron
- Jaime Barylko (1936-2002),
- Aída Bortnik (1938-2013),
- Juan Gelman (1930-2014),
- Alberto Gerchunoff (1883-1950),
- Alejandra Pizarnik (1936-1972),
- César Tiempo (1906-1980),
- Eliahu Toker (1934-2010),

### Deportes
El deporte forma parte de la vida social y cultural de la comunidad judía en la Argentina y fue esencial para su integración tanto dentro de la sociedad argentina como en el deporte en particular. Muchos judíos se han destacado a lo largo del tiempo en distintas especialidades deportivas. No pocos han ganado Medalla Olímpica, y han sido campeones mundiales en sus deportes. Es tanta la importancia que se ha dado al deporte entre los judíos, que desde hace muchos años se desarrollan las Macabeadas —el equivalente a las Olimpíadas judías— en las que participan solo deportistas de todos los países del mundo. Con la llegada de los sucesivos contingentes migratorios, en poco tiempo las actividades crecieron, se multiplicaron y diversificaron, abriendo las posibilidades para los judíos en el ámbito deportivo.
Federación Argentina de Centros Comunitarios Macabeos
FACCMA es una organización que abarca 43 instituciones, tales como centros comunitarios, entidades socio deportivas y clubes. Todas ellas conforman una extensa red nacional comunitaria que agrupa más de 50 000 personas. La Misión de FACCMA es conectar y colaborar con sus asociadas en la tarea que ellas realizan para el desarrollo de programas culturales, educativos y deportivos y para el enriquecimiento del tiempo libre de sus socios, en un marco judaico. El objetivo de FACCMA es apoyar a las Instituciones Afiliadas en toda la gestión que ellas realizan, para incentivar la vida judeo-argentina y comunitaria.
Club Náutico Hacoaj
Hacoaj es un club privado con fines tanto sociales como deportivos en Tigre, a unos 30 km de la ciudad de Buenos Aires. Luego de que su solicitud de inscripción en un tradicional club de remo fuese rechazada, el 24 de diciembre de 1935, un grupo de jóvenes judíos argentinos liderados por Mauricio Schverlij crearon el Club Náutico Israelita, nombre tomado provisoriamente, hasta tanto una asamblea de socios decidiese el definitivo, lo que ocurrió poco tiempo después, cuando se adoptó el de Club Náutico Hacoaj. El domingo 11 de octubre de 1936 Hacoaj inauguró oficialmente sus instalaciones, en una pequeña quinta. Sus remeros han participado en competencias nacionales e internacionales, destacando en estas últimas con la participación en los Juegos Macabeos que cada 4 años se realizan en Israel. Sus instalaciones suelen ser utilizadas por el intendente, para actos políticos, para recibir donaciones para personas en situaciones de crisis como durante las inundaciones, o para lanzamientos de pruebas deportivas y maratones.
Sociedad Hebraica Argentina
Hebraica es un club socio-deportivo situado en la Ciudad de Buenos Aires. El club posee 2 sedes: Sede Sarmiento y Sede Pilar. Hebraica brinda actividades para sus asociados a partir de los 6 meses, en las áreas de educación física, juventud, adultos, cultura y adultos mayores. Es su principal argumento las dinámicas recreativas, el arte y la expresión, el deporte, el dispositivo de grupos por edades e intereses, la recreación de las festividades del pueblo judío, la vida en la naturaleza y la generación de marcos de pertenencia desde la primera infancia. Quienes llevan adelante esta honorable tarea son los Madrijim, quienes desde hace más de 40 años dedican su tiempo en su juventud, para liderar los espacios grupales y contribuir con la continuidad del pueblo judío tomando la antorcha de la educación en valores como bandera.
Organización Hebrea Argentina Macabi
Macabi es una institución deportiva fundada el 30 de diciembre de 1930. Macabi participa en los campeonatos organizados por diversas Federaciones deportivas, entre otras las de Fútbol (L.I.D.E.), Voleibol, baloncesto, lucha, gimnasia rítmica, gimnasia artística, tenis, tenis de mesa, golf y hockey interviniendo con más de 2000 asociados que están federados en los diversos torneos que organizan dichas asociaciones y federaciones. Se desarrollan múltiples talleres y actividades grupales. Pero todas las actividades que se desarrollan en la institución están impregnadas de un profundo contenido humanista resumido en el lema: ¨Educar para la vida¨.
Centro Juventud Sionista
Sionista es un club deportivo de la ciudad de Paraná fundado el 25 de mayo de 1930. Se destacó en básquetbol, compitiendo en la Liga Nacional de Básquet entre 2006 y 2016.

##### Deportistas y dirigentes judíos de la Argentina
- Alberto Daniel Brailovsky - Selección de fútbol de Argentina
- Andres Ducatenzeiler - Dirigente de Independiente (2002)
- Juan Pablo Sorin - Selección de fútbol de Argentina
- Darío Andrés Siviski - Selección de fútbol de Argentina
- Ezra Sued - Selección de fútbol de Argentina[67]
- Aarón Wergifker - Selección de fútbol de Argentina[68]
- León Strembel - Selección de fútbol de Argentina[69]
- José Lizhterman - Selección de fútbol de Argentina[70]
- José Pekerman - Entrenador de la Selección de fútbol de Argentina - 3 veces Campeón de la Copa Mundial de Fútbol Sub-20
- Martín Jaite - Equipo de Copa Davis de Argentina
- Diego Schwartzman - Equipo de Copa Davis de Argentina - Obtuvo el Premio Olimpia de Oro 2020 al mejor deportista de la Argentina.[71]
- Matías Edelstein - Selección de fútbol sala de Argentina[72] - Subcampeón mundial 2021 y Campeón de América 2022 - Recibió 2 veces el Premio Olimpia de Plata.[73]
- Fernando Zylberberg - Selección masculina de hockey sobre césped de Argentina. Representó a su país en los Juegos Olímpicos de Sídney 2000 y Atenas 2004.
- Ingeborg Mello - Atletismo - 2 veces olímpica
- León Genuth - Lucha libre y grecorromana.[74][75] - Fue campeón en los Juegos Panamericanos de 1951 y de 1955.[76] En 1954 se consagró campeón mundial de Lucha en Japón. En los Juegos Maccabiah consiguió el 1º puesto representando a Macabi Argentina en ambos estilos de lucha tanto en la 3º Macabeada (1950) como en la 2º (1953).[77]
- Darío Lecman - Levantamiento de pesas - Obtuvo 5 veces el Premio Olimpia de Plata en su disciplina.
- Leopoldo Bard - Fundador y primer Presidente del Club Atlético River Plate y capitán de su primer equipo como jugador.[78]
- Estadio Don León Kolbowsky - Estadio del Club Atlético Atlanta en honor a su presidente de ascendencia judía.[78]
- Estadio Jorge Luis Hirschi - estadio del Club Estudiantes de La Plata en honor a su presidente de ascendencia judía.[78]

### Gastronomía

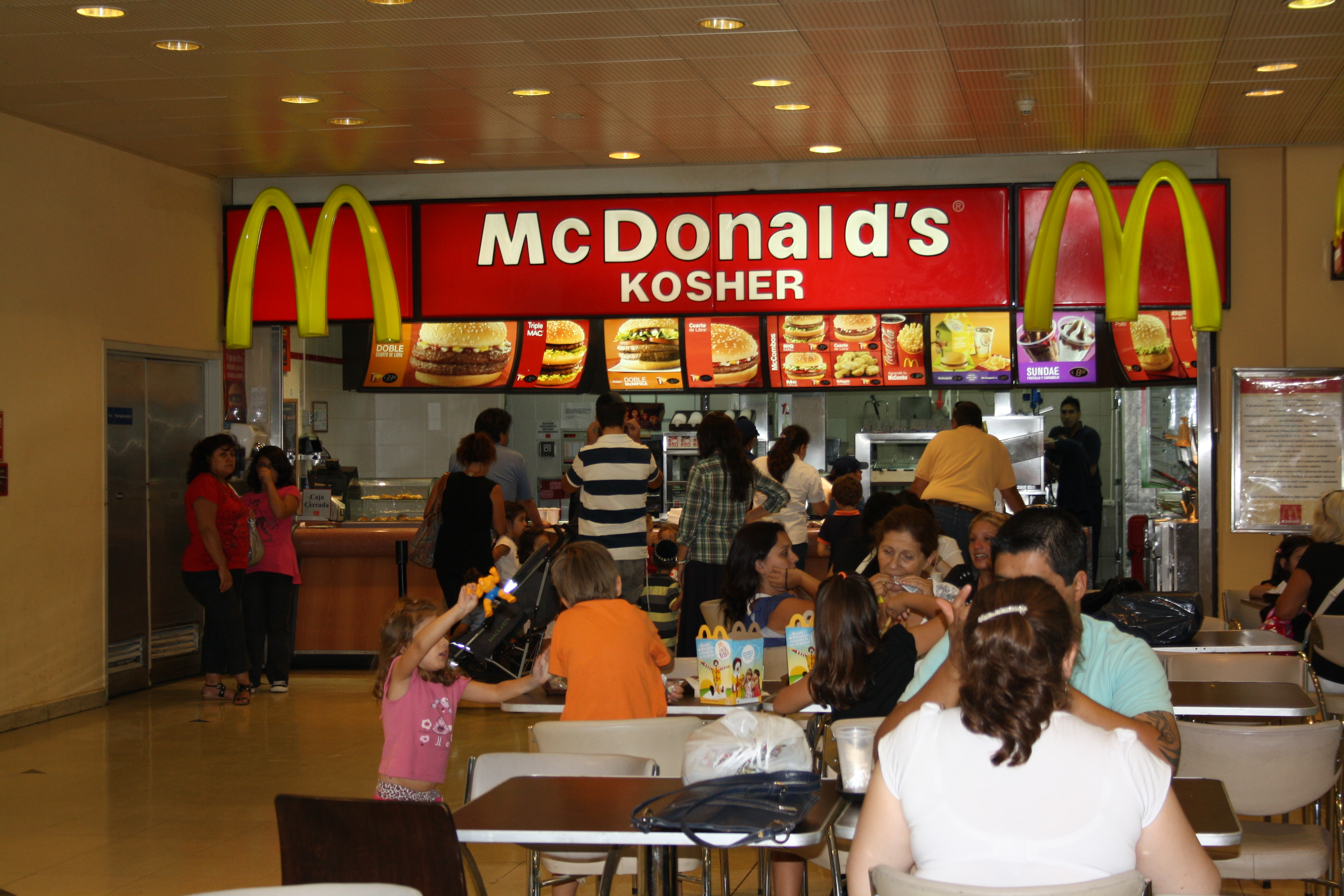
McDonald's kosher en el Abasto de Buenos Aires.

Los judíos que llegaron a la Argentina además de su música, sus costumbres religiosas y otros aspectos culturales trajeron consigo su cocina. Cada región de la cual provenían los nuevos inmigrantes aportó sus sabores mezclados con las costumbres culinarias de sus países de procedencia. Así los judíos de Oriente medio (o mizrajíes) trajeron especias, anís, nueces, frutos secos, pistachos, peladillas (utilizadas en las fiestas para el buen augurio), canela, trigo molido, agua de rosas, agua de azahar, pan de pita que con el tiempo se lograron traer de Oriente medio. Del mismo modo los judíos ashkenazíes introdujeron productos y sabores provenientes del centro, norte y este de Europa entre los cuales se destacan la papa, las masas, la combinación de pescados, los productos hervidos. Por su parte los judíos sefaradíes aportaron distintas variedades de hummus, ensalada fattoush, kebab de Yafo, kadaif de nueces y baklava, entre otras especialidades.
El patio de comidas del centro comercial Abasto de Buenos Aires cuenta con un McDonald's kosher, único en el mundo fuera de Israel e inaugurado en 1998. Parte de su personal es judío y un rabino se encarga de la supervisión.

### Prensa
En Argentina hay numerosos medios que se encargan de transmitir la actualidad del pueblo judío a nivel mundial en el país y también la actualidad del judaísmo en Argentina.
A lo largo de la historia, las comunidades judías en Argentina eran informadas sobre lo que ocurría allí y también en todas las partes del mundo a través de la prensa. Estas informaciones eran trasmitidas por medio de los diarios. En 1904 salió en Buenos Aires la publicación La Protesta, de corta vida, que incluía una página en idioma ídish.
Los redactores de los periódicos no eran escritores, sino principiantes en el periodismo. Entre 1909-1912 salió el periódico Di Yidishe Colonistn (‘Los judíos de las colonias’). Der Tog fue la primera gran experiencia en editar un diario en la Argentina. Lo editó Yaacov Shimon Liachovich, desde 1913 a 1916.
Di Yidishe Zaitung (‘El diario israelita’) nació el 15 de noviembre de 1914 y por muchos años fue un diario muy leído, ya que contenía información mundial y local, literatura de alto nivel, folletines, etc. Fue un eco de las inquietudes de la judeidad argentina, especialmente de Buenos Aires, donde se editaba. Fueron sus directores León Maas, José Mendelsohn y Matías Stoliar.
Di Presse (‘La prensa’) el segundo de los grandes diarios de la colectividad judeo-argentina, apareció el 1 de enero de 1918, editado por una cooperativa de escindidos de El Diario Israelita (era de tendencia proizquierda). Por su redacción pasaron grandes periodistas, como Pinie Wald, Jacob Botoshansky y otros. En 1974 fue su jefe de redacción Moishe Koifman. Cerró en diciembre de 1993.
En 1936 se intentó editar otro diario, Morguen-Zaitung (‘Diario de la mañana’), pero sin éxito.

#### Actualidad
La Delegación de Asociaciones Israelitas Argentinas, más conocida como DAIA, y empresarios y personal de varias compañías, entre las que destacan AYSA, Arcor, La Rural y Banco Galicia, compartieron un desayuno para celebrar Rosh Hashaná (año nuevo judío) y el 80º aniversario de la D.A.I.A. Durante este encuentro, fueron presentados los proyectos a realizar durante en el próximo año, buscando el cumplimiento de su misión y compartir distintas acciones llevadas a cabo en la actualidad.
Entre los presentes se encontraban:
Valeria Abadi (de Arcor),
Miguel Trucco (de AYSA),
Pablo Firvida (del Banco Galicia),
Claudio Doller (de BDO),
Guillermo Irlicht (de Ferrosur Roca),
Sergio Dattilo y Rubén Janowski (de IRSA),
Juan Pablo Maglier (de La Rural),
Marcelo Martin (de Martin),
Jorge Aufiero (de Medicus),
Hernán Maurete (de Nidera),
María Inés Retchter (del PAMI),
Cora Salperin (del Estudio Salperin Waissbein & Asociados),
Hugo De Hoffman (de Man Propiedades y la Fundación Milenio sin Pobreza y
Joaquín Mirkin (de Burson Marsteller),
junto a los representantes de la entidad judía,
Simon Moguilevsky (rabino), quien brindó un mensaje y fue acompañado por Ricardo Furman (vicepresidente primero),
David Drukier (vicepresidente segundo),
Jorge Knoblovits (secretario general),
Mario Comisarenco (tesorero),
Luis Nimhauser (integrante del consejo directivo),
Victor Garelik (director ejecutivo), y
Haydeé Tag (coordinadora de Desarrollo de Recursos de la Fundación Amigos de DAIA).
Por ejemplo los distintos medios son: Agencia Judía de Noticias, De La Cole, Itón Gadol,

#### Personalidades destacadas

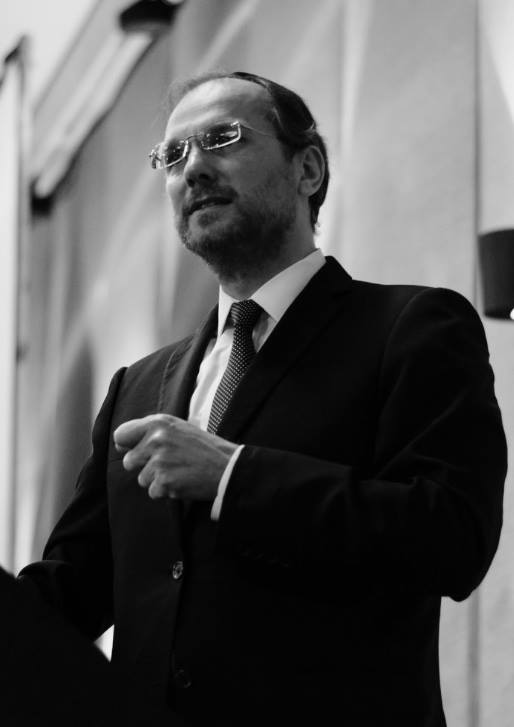
Isaac Sacca

### Rabinos
Dentro de los rabinos de la colectividad judía se destacan el Sergio Bergman, Isaac Sacca, Daniel Oppenheimer, Abraham Serruya, entre otros.